# ギグマネジメントジャパン
ギグマネジメントジャパン (GIG MANAGEMENT JAPAN) は、東京都港区にあるモデル事務所である。

## 概要
ファッションショー、雑誌などで活動するファッションモデル、俳優のマネジメントを行っている。40人ほどのモデルが所属し、エリートジャパン（現・ネイムマネジメント）の日本事務所のスタッフが立ち上げた事務所で同事務所から移籍したモデルも在籍する。男性モデルが多い。
俳優部門についてはトーチ・リンクと業務提携を結んでいる。

## 主な所属モデル
五十音順
- 相葉健次
- ALEX
- 市野世龍
- 源
- JOE
- ZOЁ
- 崇
- DEAN
- 丸山智己
- 元康
- YOH
- YONJI

## 過去に所属していたモデル・俳優
五十音順
- 坂本エンリケ
- 汐崎アイル
- ジュニア
- 尚玄
- 寿里
- 杉山ハリー
- 中島歩
- 西興一朗
- 東出昌大
- 水嶋ヒロ
- 洋介
- 龍弥（旧芸名：太田智也）